# Lạc Đông
Huyện tự trị dân tộc Lê Lạc Đông (tiếng Trung: 乐东黎族自治县, bính âm: Lèdōng Lízú Zìzhìxiàn) , Hán Việt: Lạc Đông Lê tộc Tự trị huyện) là một huyện tự trị tại tây nam đảo Hải Nam, Cộng hòa Nhân dân Trung Hoa. Huyện này có diện tích 2747 km2, dân số 460.000 người. Huyện lỵ đóng tại trấn 抱由镇, mã số bưu chính là 572500, khu hiệu là: 0898